# Kyrkostat
En kyrkostat är en stat som präglas av religiösa inslag där det religiösa samfundet har starkt inflytande. En kyrkostat styrs oftast av kyrkans överhuvud. Ett exempel på en kyrkostat är Vatikanstaten.